# Amilkar Ariza
Amilkar Ariza (Riohacha, 21 de noviembre de 1943) es un pintor, escultor monumental y muralista colombiano. Es director de la Fundación Amilkar Ariza.

## Trayectoria
Ariza ha creado una colección de esculturas de bronce, que se han convertido en su especialidad, en la que ha logrado capturar e ilustrar las expresiones y movimientos del cuerpo humano. La serie "The Golfers", inspirada en la pasión del artista por el golf, consiste en 10 esculturas de bronce que capturan la atención transformándolas emocionalmente en la experiencia real del juego. 
Fan de muchos deportes, Ariza ha creado otra serie limitada de bronces con béisbol, baloncesto y tenis. Sus obras con los movimientos del béisbol incluyen una escultura de bronce de tamaño natural del receptor de Grandes Ligas Iván Rodríguez en el Globe Life Field, Arlington (Texas).
Ariza también ha creado monumentales esculturas de bronce, la más importante de las cuales es un monumento de 22 pies (7 m) al futbolista colombiano "El Pibe" Carlos Valderrama que lo muestra en uno de sus movimientos más característicos. La escultura se colocó frente al estadio Estadio Eduardo Santos de la ciudad natal de Valderrama, Santa Marta (Colombia), en el norte de Colombia. 
En marzo de 2010, Amilkar Ariza reveló otra de sus obras, la escultura monumental de "La Pilonera Mayor", una mujer bailando el tradicional baile "El Pilón" de la costa norte de Colombia (Caribe). El monumento homenaje a Consuelo Araújo Noguera, exjefe del Ministerio de Asuntos Culturales en Colombia, quien fue asesinada por la guerrilla de las Fuerzas Armadas Revolucionarias de Colombia durante un intento de rescate del ejército colombiano. La Sra. Araujo es conocida como una de las fundadoras del Festival de la Leyenda Vallenata que se realiza anualmente en Valledupar, Colombia.
Otro ejemplo del trabajo de Ariza es una serie limitada de 10 esculturas de bronce llamadas "Las Marias", que representan las diferentes expresiones y sensibilidades de una mujer, durante los últimos años, Ariza ha creado "murales esculpidos", murales tridimensionales y una colección de pinturas al óleo inspiradas en la vida y la lucha de los indígenas de su Guajira natal.

## Exposiciones y monumentos
1976 - Club Militar, Bogotá (Colombia) 
1978 - Banco Central Hipotecario, Unicentro, Bogotá. (Colombia) 
1978 - Hotel Gimaura, Riohacha. (Colombia) 
1979 - Club Colombo-Europeo, Bogotá. (Colombia) 
1980 - Galería San Diego, Bogotá. (Colombia) 
1982 - Casa de la Cultura, Valledupar. (Colombia) 
1983 - Inauguración Galería Amilkar Ariza. 
1984 - Hotel Las Delicias, Riohacha. (Colombia) 
1985 -  Presentación de la colección de joyas, Hotel Tequendama, Bogotá. (Colombia) 
1986 - ICBF | Instituto Colombiano de Bienestar Familiar, Bogotá. (Colombia) 
1989 - Town Center - Bonaventure, Fort-Lauderdale, Florida. (United States of America) 
1990 - Exposición individual "Retrospectiva" - Casa de la Cultura, Barrancas, Guajira. (Colombia) 
1990 - Inauguración Casa Museo Amilkar Ariza | Exposición permanente, Bogotá. (Colombia) 
1991 - Serie Los Golfistas, Esculturas en Bronce, Capital Bank Miami, Florida. (United States of America) 
1991 - Serie Las Marías, Esculturas en Bronce | Galería Amilkar Ariza, Bogotá. (Colombia) 
1.993 - Amilkar Ariza nueva Oficina, para exposición permanente de su arte. 
1.996 - The Golfers Series, Club Campestre, La Sabana. (Colombia) 
1.998 - The Golfers Series II. Weston Hills Country Club. Fort Lauderdale - Florida. (United States of America) 
1.998 - Meizner Park | Boca Raton, Florida. (United States of America) 
1.998 - Worth Avenue | West Palm Beach - Florida. (United States of America) 
1.999 - Doral - Ryder Open | Champions Club Pavilion. Miami - Florida (United States of America) 
1.999 - Doral Resort & Spa | Exposición Permanente. Miami - Florida. (United States of America)

### Monumentos Públicos
1987 - Mural Escultura: La fuerza de mis Raíces 20 m² - Casa museo Amilkar Ariza, Bogotá. (Colombia) 
1988 - Mural Escultura: Clamor de Justicia | Palacio de justicia, Riohacha. (Colombia) 
1.992 - Mural escultura "GENESIS" 10 M² | Club Campestre, la Sabana Cundinamarca. (Colombia) 
1.993 - Mural escultura "LA FUERZA DEL DESIERTO" Galería Amilkar Ariza - Bogotá (Colombia) 
1994 - Sacrificio por la Vida | Escultura Mural, Estudio del Artista, Bogotá. (Colombia) 
2002 - Escultura Monumental al Pibe Valderrama | Estadio Eduardo Santos 7 Mts, Santa Marta. (Colombia) 
2010 - Escultura Monumental "LA PILONERA MAYOR" Homenaje a "La Cacica" 8 Mts. Valledupar. (Colombia) 
2020 - Escultura en bronce "Ivan Pudge Rodriguez" | Globe Life Field Stadium, Arlington. TX (United States of America)

#### Colecciones privadas
En Colombia, Perú, Miami y Nueva York (United States of America)